# Just For You
「Just For You」は、近藤真彦の28作目のシングル。1989年6月1日に発売された。発売元はCBS/SONY RECORDS。

## 概要
前作から4ヶ月ぶりのシングル。
『ザ・ベストテン』で10位以内にランクインした最後の曲（1989年6月15日放送回：第8位）。

## 収録曲
- 全作曲：Mark Davis、編曲：Joe Harnell

1. Just For You（3分54秒）
作詞：湯川れい子
※大塚製薬「シーマックス1000」CMソング
2. Rain（5分45秒）
作詞：魚住勉